# Katie Glynn
Katie Alexandra Glynn (Auckland, 14 de marzo de 1989) es una exjugadora neozelandesa de hockey sobre césped.

## Trayectoria
Glynn debutó con la selección de Nueva Zelanda en 2009. Tuvo su primera participación olímpica en Juegos Olímpicos de Londres 2012. En el torneo llegó hasta semifinales, donde cayó ante Países Bajos. Perdió el partido por la medalla de bronce contra Reino Unido.